# Буркхард фон Горнгаузен
Буркхард фон Горнгаузен (*Burkhard von Hornhausen, д/н — 13 липня 1260) — 6-й магістр Лівонського ордену в 1257—1260 роках.

## Біографія
Походив з саксонського шляхетського роду Горнгаузенів, представники якого були міністеріалами єпископства Гальберштадт. Перша згадка про Буркхарда фон Горнгаузена сягає 1252 року, коли він брав участь у війні проти пруссів.
У 1254 році призначається комтуром Замланду. В тому ж році уклав союз з Данилом, королем Русі, та Земовитом І, князем Мазовії, про поділ земель ятвягів. Союзники Тевтонського ордену повинні були отримати по 1/3 захоплених територій.
Наприкінці 1254 року брав участь у новому хрестовому поході проти пруссів під орудою Оттокара II, короля Богемії. В січні 1255 року отримав посаду комтура замку Кенігсберг (до 1256 року). Керував будівництвом перших укріплень Кенігсберзького замку. З 18 січня 1255 року став віце-ландмейстером Пруссії (до 1257 року).
Під час чергового походу проти пруссів у 1256—1257 роках заснував замки на місці прусських фортець: Алленбург, Гросс Вонсдорф, Георгенбург, керував перебудовою замку Велау. 1256 року біля Мемеля відбулася битва з куршами і жмудами, в якій жодна зі сторін не досягла успіху. Невдовзі зі жмудами було укладено 2-річне перемир'я.
1257 року фон Горнгаузена було призначено очільником Лівонського ордену. Тоді ж підтвердив союзні стосунки з великим князем Литовським Міндовгом. 1259 року почав будівництво замку Добель. В тому ж році почалося повстання в Земгалії. Спроба орденського війська захопити укріплення Терветен виявилася невдалою. На допомогу земгалам прибули жмуди і литовці. Також почалося заворушення в Курляндії. Біля Скуодаса мемельський комтур Бернхард зазнав поразки від литовців. Того ж року відбулася нова битва біля пагорба Варта, де жодна зі сторін не мала успіху. Проте литовці відступили.
Зрештою 13 липня 1260 року поблизу озера Дурбе відбулася вирішальна битва між військами ордена на чолі із Буркхардом фон Горнгаузеном і литовсько-жмудсько-земгальським військом (на бік останніх перейшли курші). В результаті лівонці зазнали поразки, а фон Горнгаузен загинув.